# Torre Bela
Pour plus de détails, voir Fiche technique et Distribution.
Torre Bela est un documentaire portugais réalisé en 1975 par Thomas Harlan, sorti en 1977 et dédié « à Otelo Saraiva de Carvalho qui renversa la dictature ».

## Synopsis
Au Portugal, Torre Bela est une immense propriété, réserve de chasse de la famille royale de Bragance. En 1975, au lendemain de la chute de la dictature, elle est occupée par des ouvriers au chômage. Ces derniers, organisés en coopérative, vont tenter de cultiver les milliers d'hectares inexploités.

## Fiche technique
- Titre : Torre Bela
- Réalisation : Thomas Harlan
- Scénario : Thomas Harlan
- Photographie : Russel Parker
- Pays de production :  Portugal,  France,  Italie et  Suisse
- Durée : 106 minutes
- Date de sortie : 
  - France : mai 1977

## Distinctions
- 1977 : Sélection au Festival de Cannes (présentation hors compétition)